# 加泰罗尼亚共产党人
加泰罗尼亚共产党人是西班牙加泰罗尼亚自治区的一个共产主义政党。2014年11月1日，该党在略夫雷加特河畔奥斯皮塔莱特成立，由加泰罗尼亚共产党人党、现存的加泰罗尼亚统一社会党及一些独立的共产主义者组成。该党的青年翼是加泰罗尼亚共产主义青年。和该党的前身诸党一样，该党也是联合与替代左翼的成员。该党曾派代表参加共产党和工人党国际会议。

## 外部連結
- 官方网站  （文）